# Evan Bayh
Birch Evans Bayh III (Shirkieville, Indiana; 26 de diciembre de 1955) es un político estadounidense perteneciente al Partido Demócrata. Fue senador por Indiana entre 1999 y 2011, y gobernador de Indiana entre 1989 y 1997.

## Primeros años
Su padre, el senador Birch Bayh, fue una leyenda del Partido Demócrata. Brich se graduó con honores en Política Pública y Económicas por la Universidad de Indiana. En 1981 se doctoró en Derecho por la Universidad de Virginia.
Tras un periodo como empleado de un juez federal, emprendió la práctica privada de la abogacía en la ciudad de Indianápolis. Afiliado al Partido Demócrata, inició su carrera política en 1986 siendo elegido Secretario de Estado de Indiana con sólo 30 años.

## Gobernador

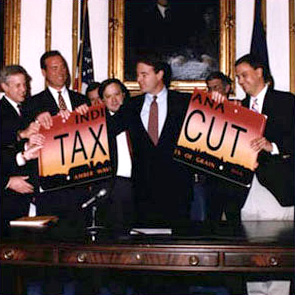
Como gobernador, Bayh implementó un recorte de impuestos de $1.6 mil millones

En 1988, a los 32 años, lanzó su candidatura a gobernador de Indiana. Derrotó en la primaria demócrata al Alcalde Steve Daley, de Kokomo, y en noviembre al republicano John Mutz. Fue elegido gobernador con el 53 % de los votos, el mismo día en que el candidato presidencial demócrata Michael Dukakis perdió Indiana por veinte puntos. Bayh sería reelegido Gobernador en 1992 con el 62 % de los votos, el porcentaje más elevado obtenido por ningún candidato en la historia electoral moderna de Indiana.
Su administración fue prudente pero exitosa. Logró un superávit de las cuentas públicas que le permitió recortar impuestos. Ejecutó políticas fiscales conservadoras, poniendo el acento en la responsabilidad fiscal, la creación de empleo, y la reducción del tamaño del gobierno estatal.
Bajo su mandato se agotaron ocho años sin una sola subida de impuestos, y se aprobó el mayor recorte fiscal de la historia en el estado, por valor de 1,600 millones de dólares. Implementó programas para crear empleos para ciudadanos hasta entonces dependientes de la beneficencia estatal, elevó los estándares académicos, y fomentó programas para facilitar el acceso a la universidad a estudiantes de bajos ingresos.
También se destacó por esfuerzos para endurecer las leyes contra el crimen. Partidario de la pena de muerte, se mostró poco indulgente ante las peticiones de clemencia. Pero durante su mandato se prohibió la ejecución por electrocución, y se instauró la inyección letal como único método legal para aplicar la pena de muerte en Indiana.

## Senador
En 1997, Bayh terminó su segundo mandato como Gobernador con un nivel de aprobación del 80 % entre los votantes. Volvió a convertirse en ciudadano privado y dio clases en la escuela de negocios de la Universidad de Indiana, hasta que en 1998 decidió presentarse al Senado. Compitió por el escaño que años atrás había ocupado su padre. Derrotó con un 64% de los votos al republicano Paul Helmke, estableciendo un nuevo récord en la historia electoral de Indiana. En 2004 sería reelegido con el 62% de los votos, el mismo día que el presidente George W. Bush se llevó el estado por amplio margen en las presidenciales.
Entre 2001 y 2005, Bayh sirvió como presidente del Democratic Leadership Council, una organización dedicada a actualizar la agenda del Partido Demócrata y adaptarla a las transformaciones de las últimas dos décadas. Es también miembro de la Coalición Centrista del Senado, y uno de los funadores del New Democrat Coalition que integra a legisladores demócratas pro-negocios.
En 2002 votó a favor de la resolución para intervenir militarmente en Irak, para asumir posturas más críticas sobre la intervención cuando se supo de los errores de inteligencia. Actualmente apoya el establecimiento de un calendario flexible para el repliegue de las tropas. En enero de 2006 introdujo una resolución en el Senado para tratar la crisis nuclear con Irán. La resolución llamaba a la imposición de sanciones económicas para disuadir las ambiciones nucleares de Irán.
Votó en contra de la nominación de John Ashcroft para fiscal general; en contra de Condoleezza Rice para secretaria de Estado; y en contra de John Roberts y Samuel Alito para el Tribunal Supremo. En 2006 votó a favor de reautorizar la Ley Patriótica (Patriot Act). En el tema del aborto ha mantenido posiciones mixtas. Si bien ha mantenido posiciones favorables en muchas votaciones, en 2003 apoyó la prohibición del aborto por nacimiento parcial -a partir del sexto mes de gestación.
Integró el Comité de Banca y Vivienda del Senado, en el que preside el Subcomité sobre Seguridad y Comercio Internacional. También forma parte del Comité de Servicios Armados; el Comité de Pequeños Negocios; y el Selecto Comité de Inteligencia

## Proyección nacional
En 1996 fue seleccionado por el presidente Bill Clinton para dar el keynote address en la Convención Nacional Demócrata. En mayo de 2000, el presidente Clinton dijo, "espero algún día poder votar por Evan Bayh para presidente de Estados Unidos." Ese año estuvo en la lista de seis finalistas barajada por Al Gore para ser candidato a vicepresidente.
El 3 de diciembre de 2006 anunció que estaba sopesando la posibilidad de crear un comité exploratorio para ser candidato a presidente de EE. UU. Pero el 15 de diciembre de 2006 dijo que había decidido no presentar su candidatura. Apoyó a la senadora Hillary Clinton.

## Vida personal
Está casado y tiene dos hijos gemelos, Birch Evans "Beau" Bayh IV y Nicholas Harrison Bayh, nacidos en 1995.